# شاوينيغان
شاوينيغان (بالفرنسية: Shawinigan)‏ مدينة فرانكوفونية في غرب مقاطعة كيبك الكندية.

## المناخ
يظهر الجدول التالي التغييرات المناخية على مدار السنة لشاوينيغان:
| البيانات المناخية لـشاوينيغان      | البيانات المناخية لـشاوينيغان | البيانات المناخية لـشاوينيغان | البيانات المناخية لـشاوينيغان | البيانات المناخية لـشاوينيغان | البيانات المناخية لـشاوينيغان | البيانات المناخية لـشاوينيغان | البيانات المناخية لـشاوينيغان | البيانات المناخية لـشاوينيغان | البيانات المناخية لـشاوينيغان | البيانات المناخية لـشاوينيغان | البيانات المناخية لـشاوينيغان | البيانات المناخية لـشاوينيغان | البيانات المناخية لـشاوينيغان |
| الشهر                              | يناير                         | فبراير                        | مارس                          | أبريل                         | مايو                          | يونيو                         | يوليو                         | أغسطس                         | سبتمبر                        | أكتوبر                        | نوفمبر                        | ديسمبر                        | المعدل السنوي                 |
| ---------------------------------- | ----------------------------- | ----------------------------- | ----------------------------- | ----------------------------- | ----------------------------- | ----------------------------- | ----------------------------- | ----------------------------- | ----------------------------- | ----------------------------- | ----------------------------- | ----------------------------- | ----------------------------- |
| الدرجة القصوى °م (°ف)              | 10.5 (50.9)                   | 9.4 (48.9)                    | 17.8 (64.0)                   | 31.0 (87.8)                   | 33.9 (93.0)                   | 35.6 (96.1)                   | 36.7 (98.1)                   | 37.2 (99.0)                   | 32.8 (91.0)                   | 30.0 (86.0)                   | 19.4 (66.9)                   | 11.1 (52.0)                   | 37.2 (99.0)                   |
| متوسط درجة الحرارة الكبرى °م (°ف)  | −8.0 (17.6)                   | −5.2 (22.6)                   | 1.1 (34.0)                    | 9.3 (48.7)                    | 18.1 (64.6)                   | 22.8 (73.0)                   | 25.1 (77.2)                   | 23.6 (74.5)                   | 17.8 (64.0)                   | 11.1 (52.0)                   | 3.1 (37.6)                    | −4.3 (24.3)                   | 9.6 (49.3)                    |
| المتوسط اليومي °م (°ف)             | −13.2 (8.2)                   | −10.6 (12.9)                  | −4.0 (24.8)                   | 4.2 (39.6)                    | 12.0 (53.6)                   | 17.1 (62.8)                   | 19.6 (67.3)                   | 18.3 (64.9)                   | 12.9 (55.2)                   | 6.8 (44.2)                    | −0.4 (31.3)                   | −8.7 (16.3)                   | 4.5 (40.1)                    |
| متوسط درجة الحرارة الصغرى °م (°ف)  | −18.3 (−0.9)                  | −16.0 (3.2)                   | −9.2 (15.4)                   | −0.9 (30.4)                   | 5.8 (42.4)                    | 11.3 (52.3)                   | 14.1 (57.4)                   | 13.0 (55.4)                   | 8.0 (46.4)                    | 2.5 (36.5)                    | −4.0 (24.8)                   | −13.1 (8.4)                   | −0.6 (30.9)                   |
| أدنى درجة حرارة °م (°ف)            | −47.0 (−52.6)                 | −37.8 (−36.0)                 | −33.9 (−29.0)                 | −24.4 (−11.9)                 | −7.2 (19.0)                   | −2.8 (27.0)                   | −0.6 (30.9)                   | 1.0 (33.8)                    | −6.7 (19.9)                   | −11.1 (12.0)                  | −25.0 (−13.0)                 | −42.2 (−44.0)                 | −47.0 (−52.6)                 |
| الهطول مم (إنش)                    | 78.9 (3.11)                   | 60.1 (2.37)                   | 73.5 (2.89)                   | 81.1 (3.19)                   | 97.6 (3.84)                   | 101.6 (4.00)                  | 107.6 (4.24)                  | 103.0 (4.06)                  | 99.3 (3.91)                   | 92.5 (3.64)                   | 82.5 (3.25)                   | 91.0 (3.58)                   | 1٬068٫6 (42.07)               |
| معدل هطول الأمطار مم (إنش)         | 17.7 (0.70)                   | 15.0 (0.59)                   | 34.5 (1.36)                   | 67.7 (2.67)                   | 97.1 (3.82)                   | 101.6 (4.00)                  | 107.6 (4.24)                  | 103.0 (4.06)                  | 99.3 (3.91)                   | 91.9 (3.62)                   | 58.5 (2.30)                   | 25.6 (1.01)                   | 819.4 (32.26)                 |
| متوسط تساقط الثلوج سم (إنش)        | 61.1 (24.1)                   | 45.2 (17.8)                   | 39.0 (15.4)                   | 13.4 (5.3)                    | 0.5 (0.2)                     | 0.0 (0.0)                     | 0.0 (0.0)                     | 0.0 (0.0)                     | 0.0 (0.0)                     | 0.6 (0.2)                     | 24.0 (9.4)                    | 65.4 (25.7)                   | 249.1 (98.1)                  |
| متوسط أيام هطول الأمطار (≥ 0.2 mm) | 12.4                          | 9.1                           | 10.0                          | 11.2                          | 12.5                          | 13.3                          | 13.3                          | 13.0                          | 12.6                          | 11.9                          | 11.1                          | 13.1                          | 143.4                         |
| متوسط الأيام الممطرة (≥ 0.2 mm)    | 1.5                           | 1.1                           | 4.0                           | 9.6                           | 12.5                          | 13.3                          | 13.3                          | 13.0                          | 12.6                          | 11.7                          | 6.3                           | 2.6                           | 101.3                         |
| متوسط الأيام المثلجة (≥ 0.2 cm)    | 11.4                          | 8.0                           | 6.0                           | 2.1                           | 0.2                           | 0.0                           | 0.0                           | 0.0                           | 0.0                           | 0.3                           | 4.7                           | 10.7                          | 43.5                          |
| المصدر: Environment Canada         |                               |                               |                               |                               |                               |                               |                               |                               |                               |                               |                               |                               |                               |

## السكان
بلغ عدد سكانها 51904 نسمة حسب التعداد العام للسكان عام 2006.

## أعلام
- مارتن غيليناس
- كارول لاوري
- أدريان شوكيت
- الان مويلي
- جان كريتيان